# Ким Хјонву
Ким Хјонву (Вонју, 6. новембар 1988) је јужнокорејски рвач грчко-римским стилом, и олимпијски победник. На Светском првенеству у Истанбулу 2011. освојио је бронзану медаљу, а на Олимпијским играма 2012. златну у категорији до 66кг. Након Олимпијских игара у Лондону пребацио се у категорију до 74кг и на Светском првенству у Будимпешти 2013. освојио злато, а на Олимпијсим играма у Рио де Жанеиру 2016. бронзу до 75к. Првак Азије постао је 2010, 2013, 2014. и 2015, има и злато са Азијских игара 2014.